# 金持氏
金持氏（かなもちし、かなじし、かもちし）は、日本の氏族のひとつで伯耆国日野郡の在地領主。鎌倉時代には伯耆守護を務めた。

## 来歴
伯耆国日野郡金持郷を本拠地とする一族で、本姓は藤原氏。平安時代末期にかけて日野地方の特産である砂鉄の力を背景に成長、早い時期から源頼朝とのつながりを持ち、鎌倉御家人となった。
諸史料によれば、文治2年（1186年）頃には金持某が守護職を勤めていたとされ、元久2年（1205年）頃には金持広親、承久3年（1221年）頃には金持兵衛尉の名が守護として見える。伯耆の有力武士として成長した金持氏だが、宝治元年（1247年）の宝治合戦で金持広綱が三浦泰村に与したために一時所領を没収された。『大山寺縁起』によれば、広綱は合戦後、しばらくして赦免され、勢力を回復したという。
元弘3年（1333年）の船上山合戦では金持広栄が一族・郎党300余騎を率いて参加、同年4月の六波羅探題攻略軍には金持家武が加わり奮戦した。また、金持広栄は建武新政府より相当な処遇を受け、武者所結番などの職が与えられた。金持氏は南北朝時代に入り、後村上天皇の代になっても引き続き南朝に仕えたが、伯耆の本拠地は山名氏の勢力下に入っており、徐々に勢力を衰退させていったと考えられている。

## 主な人物
- 金持広親
- 金持兵衛尉
- 金持広綱
- 金持家武
- 金持広栄（『太平記』に記されている「金持大和権守景藤（俊宇）」とは同一人物）

## そのほかの金持一族
- 金持広重
『大山寺縁起』に見える人物で、大山寺宝殿を造営した。金持広綱はこの子孫に当る。宝殿の造営は結果として、後に謀叛に与して、所領を失うという危機に瀕した一族を救うことになった。
- 金持広顕
通称・新三郎、久米郡立縫郷津原村の地頭。嘉暦2年（1327年）3月、紀伊熊野大社に願文を奉納した。
- 藤原松夜叉丸
金持広顕の子。前述の願文に父と共に署名している。後に南朝方として活躍する金持広栄のことか。